# Heteromesus ctenobasius
Heteromesus ctenobasius is een pissebed uit de familie Ischnomesidae. De wetenschappelijke naam van de soort is voor het eerst geldig gepubliceerd in 2006 door Cunha & Wilson.